# Шоу, Джозеф
Джозеф У. Шоу (англ. Joseph W. Shaw, 1834, Хаддерсфилд — 1897) — канадский шахматист. Двукратный чемпион Канады (1881 и 1883 гг.).
Родился в Великобритании. Приехал в Канаду в 1854 г. Жил в Сент-Джоне. В 1884 г. занял 2-е место в чемпионате Сент-Джона (победителем стал будущий чемпион Канады Дж. Наррауэй).
В 1877 и 1879 гг. принимал участие в гастрольных выступлениях Г. Берда и Дж. Мэкензи соответственно.
В том же 1884 г. стал участником любопытного пари. Шоу поспорил с неким г-ном Жираром из Монреаля, что сможет победить его 50 раз подряд. Шоу проиграл пари, потерпев поражение в 41-й (!) партии этого своеобразного соревнования.

## Спортивные результаты
| Год         | Город     | Соревнование         | + | − | = | Результат | Место |
| ----------- | --------- | -------------------- | - | - | - | --------- | ----- |
| 1881        | Оттава    | Чемпионат Канады     |   |   |   |           | 1     |
| 1882 / 1883 | Монреаль  | Чемпионат Канады     |   |   |   |           | 1—2   |
| 1884        | Сент-Джон | Чемпионат Сент-Джона |   |   |   |           | 2     |